# فيليبي ساتورنينو غوميز
فيليبي ساتورنينو غوميز هو لاعب كرة قدم برازيلي في مركز الدفاع، ولد في 10 أغسطس 1995 في ريو دي جانيرو في البرازيل. لعب مع نادي غوياس.

## وصلات خارجية
- فيليبي ساتورنينو غوميز على موقع قاعدة بيانات كرة القدم.إي يو (الإنجليزية)
- فيليبي ساتورنينو غوميز على موقع Soccerway.com (الإنجليزية)